# Polyconites hadriani
 (octobre 2012).
Espèce
Polyconites hadriani est une espèce fossilisée de mollusque datant de 114 millions d'années (Aptien, Crétacé inférieur) découverte en 2007. Les scientifiques pensent qu'elle pourrait être la plus ancienne de son genre.

## Étymologie
Son nom spécifique, hadriani, lui a été donné en l'honneur de Hadrien Fenerci-Masse, et, à travers lui, à ses parents, Jean-Pierre Masse et Mükerrem Fenerci-Masse, pour leur travail de pionniers accompli sur les Polyconites.

## Publication originale
- (en) P. W. Skelton, E. Gili, T. Bover-Arnal, R. Salas et J. A. Moreno-Bedmar, « A new species of Polyconites from the lower Aptian of Iberia and the early evolution of polyconitid rudists », Turkish Journal of Earth Sciences, vol. 19, no 5,‎ 2010, p. 557-572 (lire en ligne)

## Sources
- Information sur la découverte de Polyconites hadriani.
- New Marine Mollusk -- Oldest in Its Genus -- Discovered in Iberian Peninsula.